# Шехостанка
Шехостанка (Шихостанка) — река в России, протекает в Удмуртии и Татарстане. Правый приток Кырыкмаса (бассейн Ижа).

## География
Длина реки составляет 41 км. Берёт начало на крайнем севере Киясовского района Удмуртии, в 3 км к северо-востоку от деревни Атабаево.
От истока течёт на юг к упомянутой деревне, затем поворачивает на юго-восток к деревне Аксарино и принимает слева приток Аксашур. Ниже на реке находятся посёлок Шихостанка и село Первомайский, затем слева впадают реки Яжбахтинка и Петричинка. После впадения последней Шехостанка поворачивает на юг, где слева впадает Багряж, а справа — Медвежинка. Далее на реке расположены деревни Сабанчино, Калашур и село Дубровский. Ниже села река входит в лесной массив на территории Агрызского района Татарстана, принимает справа крупный приток Киясовку и впадает в Кырыкмас в 33 км от его устья.
Реку пересекают автодороги Киясово — Бураново (на Ижевск) и Киясово — Сарапул.
Крупнейшие населённые пункты в бассейне реки: Киясово, Аксакшур, Первомайский.

## Основные притоки
(км от устья, в скобках указана длина притока)
- 1,8 км пр.: Киясовка (24)
- 20 км пр.: Медвежинка (11)
- 21 км лев.: Багряж (12)
- 23 км лев.: Петричинка (12)
- 25 км лев.: Яжбахтинка (13)
- 31 км лев.: Аксашур (11)

## Данные водного реестра
По данным государственного водного реестра России относится к Камскому бассейновому округу, водохозяйственный участок реки — Иж от истока и до устья, речной подбассейн реки — бассейны притоков Камы до впадения Белой. Речной бассейн реки — Кама.
Код водного объекта в государственном водном реестре — 10010101212111100027484.